# Cymlańsk
Cymlańsk (ros. Цимлянск) – miasto (od 1961) w Rosji, administracyjne centrum rejonu cymlańskiego w obwodzie rostowskim, 14731 mieszkańców (2021).
Miasto jest położone we wschodniej części obwodu rostowskiego, na zachodnim brzegu Zbiornika Cymlańskiego na rzece Don, 20 km od Wołgodońska i 236 kilometrów od Rostowa.
Jedną z głównych atrakcji jest GES. Ponadto, Cymlańsk znany jest z produkcji wina, zwłaszcza musującego  „Cymljańskoe musujące”. Miasto wyróżnia się wyjątkową architekturą, różną od innych prowincjonalnych miast w regionie Rostowskim.
Swoją nazwę miasto zawdzięcza Zbiornikowi Cymlańskiemu, który powstał w 1672 roku. Natomiast zbiornik wziął swoją nazwę od rzeki Cymli. Sama nazwa prawdopodobnie pochodzi od tatarskiego „Czim” – muł, glony. Osada Cymlańska utworzona była w miejscu chazarskiej twierdzy Sarkel, następnie rosyjskiej twierdzy Biała Wieża. Ściany twierdzy rozebrali kozacy i spalili w ogniskach.
W dzisiejszym Cymlańsku działają winnice, trwa połów ryb, produkcja statków.
Pochodził stąd m.in. A. M. Makarow.
W latach 1950/52 część osady została przeniesiona na wyższe tereny, ze względu na budowę w Cymlańsku elektrowni wodnej. Osada przekształciła się w miejscowość Cymlańsk. Prawa miejskie posiada od 1961 roku.